# Gierzwałd
Gierzwałd [pronunciación en polaco: /ˈɡʲɛʐvau̯t/] (en alemán: Geierswalde) es un pueblo ubicado en el Condado de Ostróda, Voivodato de Varmia y Masuria, en Polonia del norte. Es el asiento del gmina (distrito administrativo) llamado Gmina Grunwald. Se encuentra aproximadamente a 19 kilómetros al sureste de Ostróda y a 38 kilómetros al suroeste de la capital regional Olsztyn.
El pueblo tiene una población de 638 habitantes.